# Lake Laberge
Lake Laberge är en sjö i Kanada.   Den ligger i territoriet Yukon, i den västra delen av landet, 4 100 km väster om huvudstaden Ottawa. Lake Laberge ligger 628 meter över havet. Arean är 1,2 kvadratkilometer. Den sträcker sig 5,1 kilometer i nord-sydlig riktning, och 2,7 kilometer i öst-västlig riktning.
Trakten runt Lake Laberge är nära nog obefolkad, med mindre än två invånare per kvadratkilometer.